# 浜野徹太郎
浜野 徹太郎（濱野 徹太郎、はまの てつたろう、1885年7月26日 - 1974年1月21日）は、日本の政治家である。和歌山県西牟婁郡串本町（2005年4月1日に東牟婁郡古座町と合併し西牟婁郡から東牟婁郡に編入）出身だが、選挙区が旧兵庫1区だったため、一部の人名事典では出身地を兵庫県としてあるものもある。

## 来歴・人物
1916年に中央大学専門部法律科を卒業。多年小学校訓導、弁護士を経て1930年の第17回衆議院議員総選挙に立憲民政党公認で立候補して初当選。以降衆議院議員選挙に連続5回当選した。
弁護士出身という経歴のため、政治家としても平沼内閣の司法参与官、司法省委員、鈴木貫太郎内閣の司法政務次官等、司法分野の要職を歴任した。
また、弁護士としては神戸弁護士会の会長を務めた。
政党解消、大政翼賛会の設立により所属していた民政党が解党すると翼賛議員同盟に属し、1942年の翼賛選挙では翼賛政治体制協議会の推薦を受けて当選。その後は翼賛政治会、大日本政治会に所属し、その間戦時刑事特別法改正法律案委員会の委員長を務めた。戦後は日本進歩党の結党に参加したが公職追放され、追放解除後は1952年の第25回衆議院議員総選挙と1953年の第26回衆議院議員総選挙に改進党公認で出馬したものの2回とも落選し、そのまま政界から引退した。